# Huilgol, Gadag
Huilgol là một làng thuộc tehsil Gadag, huyện Gadag, bang Karnataka, Ấn Độ.